# زبان ادومی
ادومی یک زبان کنعانی از شاخه سامی شمال‌غربی بود که در پادشاهی ادوم در جنوب غرب اردن و بخش‌هایی از اسرائیل در هزاره اول و دوم پیش از میلاد رایج بود. این زبان امروزه منقرض شده و اطلاعات اندکی از آن باقی‌است.